# Pallavolo ai Giochi della XIX Olimpiade - Torneo maschile
Il II campionato di pallavolo maschile ai Giochi olimpici si è svolto dal 15 al 26 ottobre 1968 a Città del Messico, in Messico, durante i Giochi della XIX Olimpiade. Al torneo hanno partecipato 10 squadre nazionali e la vittoria finale è andata per la seconda volta consecutiva all'URSS.

## Podio

### Campione
Formazione: 1 Eduard Sibirjakov, 2 Jurij Pojarkov, 3 Georgij Mondzolevskij, 4 Valerij Kravčenko, 5 Vladimir Beljaev, 6 Evgenij Lapinskij, 7 Ivan Bugaenkov, 8 Oleg Antropov, 9 Vasilijus Matuševas, 10 Viktor Michal'čuk, 11 Boris Tereščuk, 12 Vladimir Ivanov, CT: Jurij Kleščëv

### Secondo posto
Formazione: 1 Masayuki Minami, 2 Katsutoshi Nekoda, 3 Mamoru Shiragami, 4 Isao Koizumi, 5 Kenji Kimura, 6 Yasuaki Mitsumori, 7 Jungo Morita, 8 Tadayoshi Yokota, 9 Seiji Oko, 10 Tetsuo Sato, 11 Kenji Shimaoka, CT: - Yasutaka Matsudaira

### Terzo posto
Formazione: 1 Bohumil Golián, 2 Antonín Procházka, 3 Petr Kop, 4 Jiří Svoboda, 5 Josef Musil, 6 Lubomír Zajíček, 7 Josef Smolka, 8 Vladimír Petlák, 9 František Sokol, 10 Zdeněk Groessl, 11 Pavel Schenk, 12 Drahomír Koudelka, CT: Václav Matiášek

## Classifica finale
| Classifica | Squadre          | Qualificazione            |
| ---------- | ---------------- | ------------------------- |
|            | Unione Sovietica | Giochi della XX Olimpiade |
|            | Giappone         |                           |
|            | Cecoslovacchia   |                           |
| 4          | Germania Est     |                           |
| 5          | Polonia          |                           |
| 6          | Bulgaria         |                           |
| 7          | Stati Uniti      |                           |
| 8          | Belgio           |                           |
| 9          | Brasile          |                           |
| 10         | Messico          |                           |